# Noyelles-en-Chaussée
Noyelles-en-Chaussée est une commune française située dans le département de la Somme, en région Hauts-de-France.
Depuis le 13 février 2020, la commune fait partie du parc naturel régional Baie de Somme - Picardie maritime.

## Géographie

### Localisation
Noyelles-en-Chaussée est un village picard du Ponthieu.
À vol d'oiseau, la localité est située à 8 km au sud-est de Crécy-en-Ponthieu, 15 km au nord-est d'Abbeville, 19 km au sud d'Hesdin-la-Forêt et à 42 km au nord-ouest d'Amiens.
Le territoire de la commune est limitrophe de ceux de six communes.
Les communes limitrophes sont Yvrench, Yvrencheux, Brailly-Cornehotte, Gapennes, Gueschart et Maison-Ponthieu.

### Hydrographie
La commune est située dans le bassin Artois-Picardie. Elle n'est drainée par aucun cours d'eau.

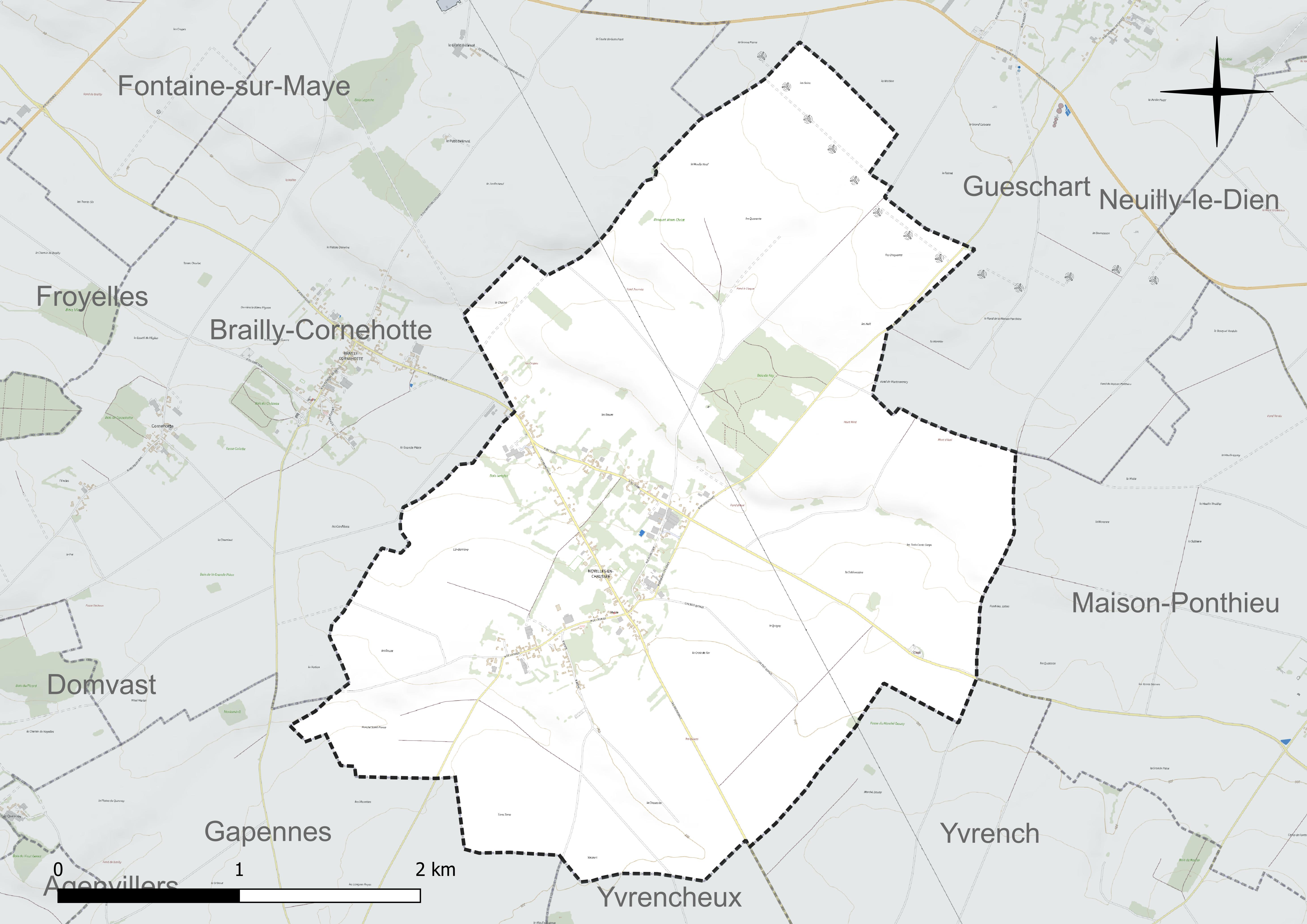
Réseau hydrographique de Noyelles-en-Chaussée.

### Climat
Pour des articles plus généraux, voir Climat des Hauts-de-France et Climat de la Somme.
En 2010, le climat de la commune est de type climat océanique altéré, selon une étude du CNRS s'appuyant sur une série de données couvrant la période 1971-2000. En 2020, Météo-France publie une typologie des climats de la France métropolitaine dans laquelle la commune est exposée à un climat océanique et est dans la région climatique Côtes de la Manche orientale, caractérisée par un faible ensoleillement (1 550 h/an) ; forte humidité de l'air (plus de 20 h/jour avec humidité relative > 80 % en hiver), vents forts fréquents.
Pour la période 1971-2000, la température annuelle moyenne est de 10,4 °C, avec une amplitude thermique annuelle de 13,5 °C. Le cumul annuel moyen de précipitations est de 841 mm, avec 12,6 jours de précipitations en janvier et 8,8 jours en juillet. Pour la période 1991-2020, la température moyenne annuelle observée sur la station météorologique la plus proche, située sur la commune d'Abbeville à 15 km à vol d'oiseau, est de 11,0 °C et le cumul annuel moyen de précipitations est de 806,2 mm,. Pour l'avenir, les paramètres climatiques de la commune estimés pour 2050 selon différents scénarios d'émission de gaz à effet de serre sont consultables sur un site dédié publié par Météo-France en novembre 2022.

## Urbanisme

### Typologie
Au 1er janvier 2024, Noyelles-en-Chaussée est catégorisée commune rurale à habitat dispersé, selon la nouvelle grille communale de densité à sept niveaux définie par l'Insee en 2022.
Elle est située hors unité urbaine. Par ailleurs la commune fait partie de l'aire d'attraction d'Abbeville, dont elle est une commune de la couronne,. Cette aire, qui regroupe 73 communes, est catégorisée dans les aires de 50 000 à moins de 200 000 habitants,.

### Occupation des sols
L'occupation des sols de la commune, telle qu'elle ressort de la base de données européenne d'occupation biophysique des sols Corine Land Cover (CLC), est marquée par l'importance des territoires agricoles (92,9 % en 2018), une proportion identique à celle de 1990 (92,9 %). La répartition détaillée en 2018 est la suivante : 
terres arables (79,3 %), prairies (13,6 %), zones urbanisées (4,1 %), forêts (2,9 %). L'évolution de l'occupation des sols de la commune et de ses infrastructures peut être observée sur les différentes représentations cartographiques du territoire : la carte de Cassini (XVIIIe siècle), la carte d'état-major (1820-1866) et les cartes ou photos aériennes de l'IGN pour la période actuelle (1950 à aujourd'hui).

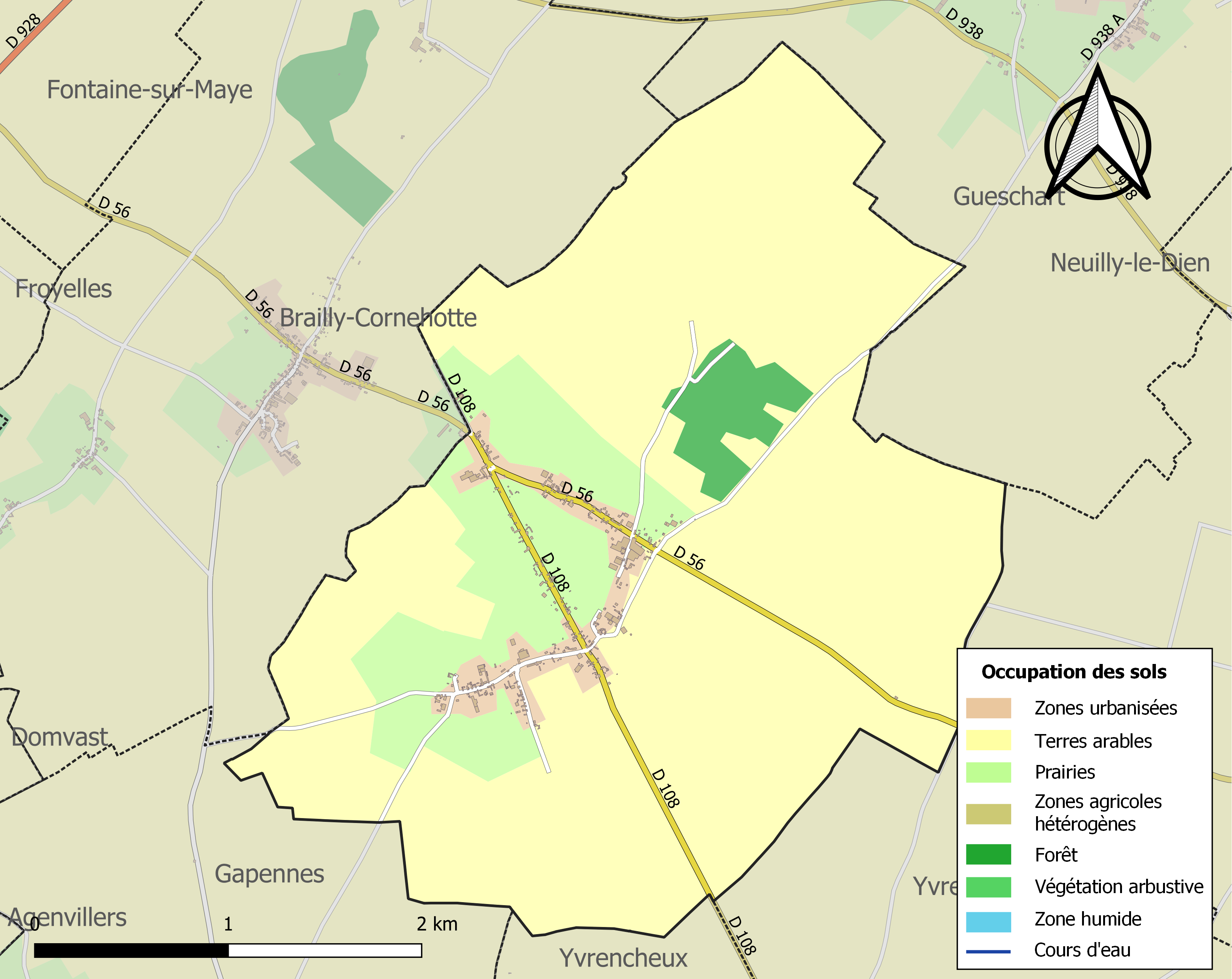
Carte des infrastructures et de l'occupation des sols de la commune en 2018 (CLC).

### Voies de communication et transports
Noyelles-en-Chaussée est un village-rue qui s'étire le long d'une voie romaine, sur l'axe d'une colline.
Situé au nord-est d'Abbeville, entre Crécy-en-Ponthieu et Bernaville, il est desservi par la route départementale 56.
La localité est desservie par les lignes de bus du réseau Trans'80 (axe Boufflers - Abbeville), chaque jour de la semaine, sauf le dimanche.

## Toponymie
On trouve Nigella en 844 ; Nialla, 1121 ; Noieres, 1160 ; Nigella, 1178 ; Nielles, 1208.
Noyelles viendrait du nom d'un lieu humide, le village d'origine étant issu d'une dépression proche. Le complément « en chaussée » fait référence à la voie romaine qui traversait ce village-rue.

## Histoire
- Le village a dépendu de l'abbaye royale de Saint-Riquier.
- La famille De Lagache a produit des seigneurs du lieu de 1589 à 1570[20].
- Pendant la Seconde Guerre mondiale, une rampe de lancement de V1 a été installée par l'occupant allemand.

## Politique et administration
| Période                                  | Période                      | Identité         | Étiquette | Qualité                        |
| ---------------------------------------- | ---------------------------- | ---------------- | --------- | ------------------------------ |
| Les données manquantes sont à compléter. |                              |                  |           |                                |
| mars 2001                                | 2008                         | Agnès Landrieu   |           |                                |
| mars 2008                                | En cours (au 8 juillet 2020) | Bernard Monflier |           | Réélu pour le mandat 2020-2026 |

## Population et société

### Démographie
L'évolution du nombre d'habitants est connue à travers les recensements de la population effectués dans la commune depuis 1793. Pour les communes de moins de 10 000 habitants, une enquête de recensement portant sur toute la population est réalisée tous les cinq ans, les populations de référence des années intermédiaires étant quant à elles estimées par interpolation ou extrapolation. Pour la commune, le premier recensement exhaustif entrant dans le cadre du nouveau dispositif a été réalisé en 2008.

En 2022, la commune comptait 243 habitants, en évolution de −1,22 % par rapport à 2016 (Somme : −1,26 %, France hors Mayotte : +2,11 %).
| 1793 | 1800 | 1806 | 1821 | 1831 | 1836 | 1841 | 1846 | 1851 |
| ---- | ---- | ---- | ---- | ---- | ---- | ---- | ---- | ---- |
| 642  | 509  | 721  | 734  | 713  | 711  | 721  | 723  | 711  |

| 1856 | 1861 | 1866 | 1872 | 1876 | 1881 | 1886 | 1891 | 1896 |
| ---- | ---- | ---- | ---- | ---- | ---- | ---- | ---- | ---- |
| 694  | 705  | 712  | 594  | 598  | 557  | 528  | 520  | 480  |

| 1901 | 1906 | 1911 | 1921 | 1926 | 1931 | 1936 | 1946 | 1954 |
| ---- | ---- | ---- | ---- | ---- | ---- | ---- | ---- | ---- |
| 467  | 431  | 411  | 378  | 376  | 381  | 375  | 358  | 378  |

| 1962 | 1968 | 1975 | 1982 | 1990 | 1999 | 2006 | 2008 | 2013 |
| ---- | ---- | ---- | ---- | ---- | ---- | ---- | ---- | ---- |
| 363  | 333  | 303  | 297  | 268  | 248  | 258  | 260  | 258  |

| 2018 | 2022 | - | - | - | - | - | - | - |
| ---- | ---- | - | - | - | - | - | - | - |
| 240  | 243  | - | - | - | - | - | - | - |

### Enseignement
Une école maternelle a été installée dans la commune.
En septembre 2019, l'école est fermée. Les élèves relèvent du regroupement concentré à Gueschart.

## Culture locale et patrimoine

### Lieux et monuments
- Église Saint-Pierre.
- La chapelle des « trois cents corps », édifiée après la bataille de Crécy, à la mémoire de trois cents chevaliers qui y ont trouvé la mort. Selon une hypothèse controversée, ils seraient enterrés près de la chapelle. L'autre hypothèse, plus crédible, fait remonter son origine au hameau de « Trochencourt », aujourd'hui disparu, bien antérieur à la bataille. Par « corruption », Trochencourt serait devenu trois cents corps[29],[30].
- Chapelle Saint-Joseph, route de Conteville. Elle comprend une porte latérale et la statue de saint Joseph au-dessus de la porte[30].
- Chapelle funéraire Saint-Antoine, de 1843, au chevet arrondi et avec statue du saint dans une niche au-dessus de la porte[30].

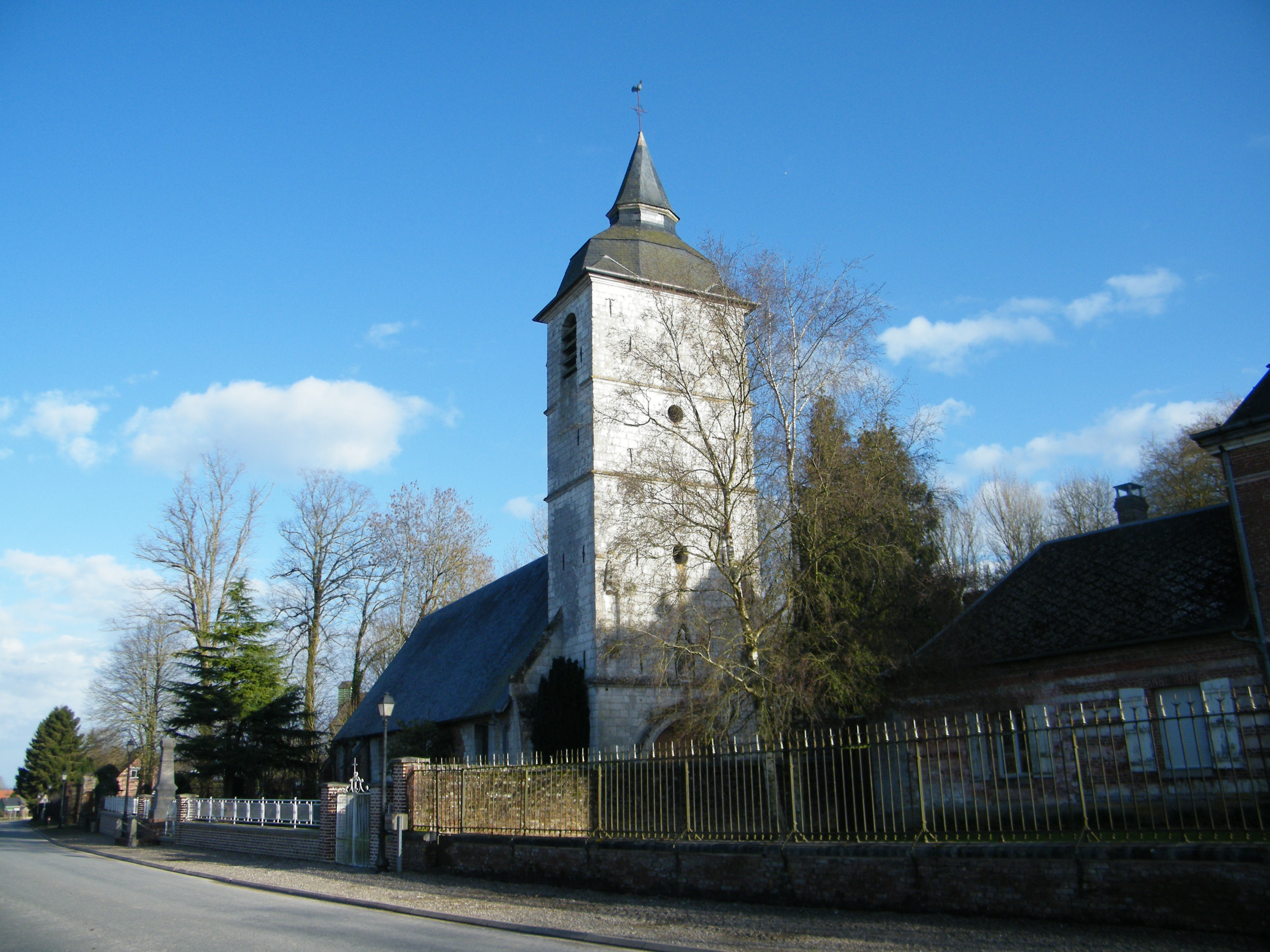
L'église Saint-Pierre.
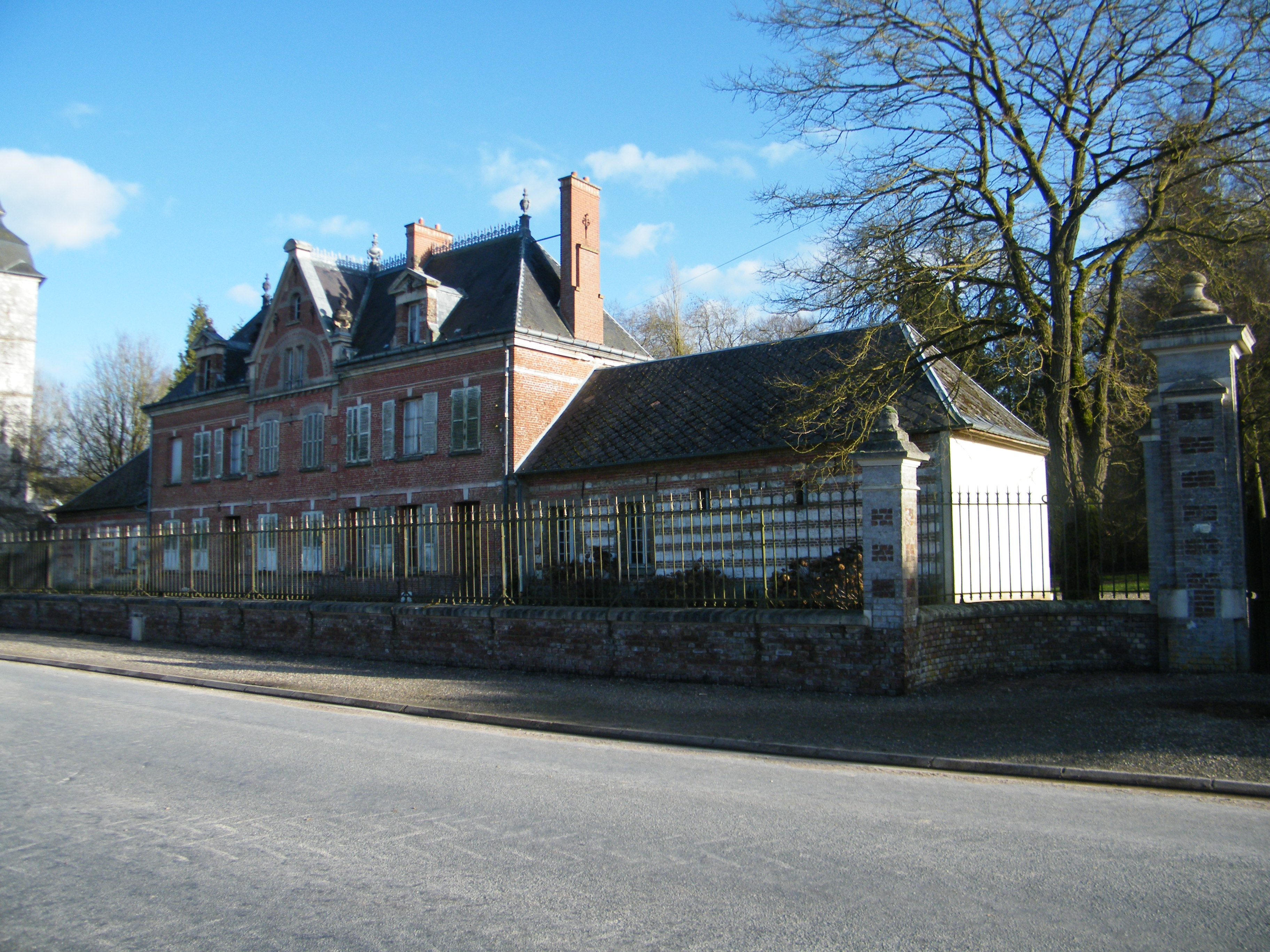
Le château.
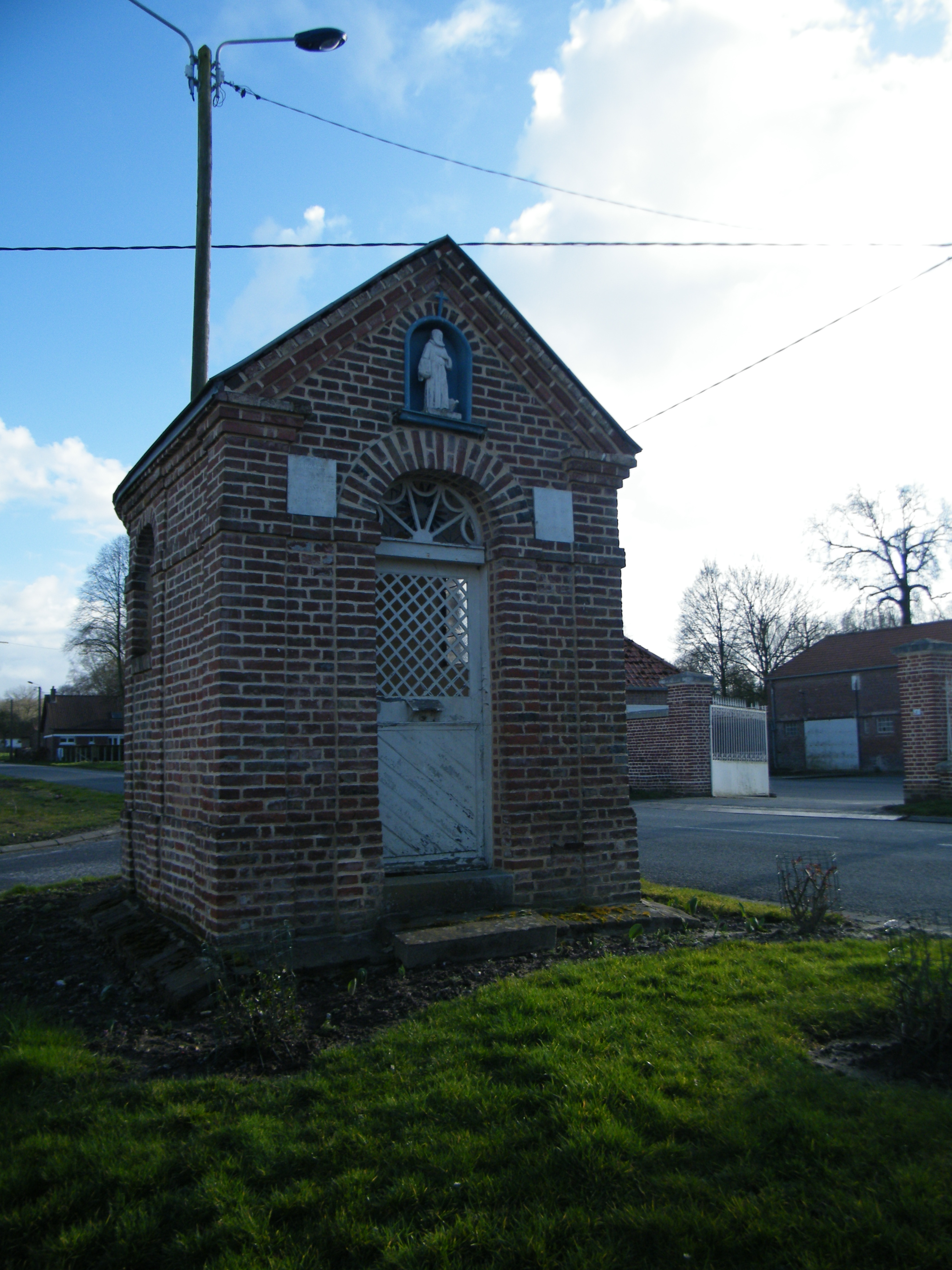
Chapelle Saint-Antoine à l'entrée du village.
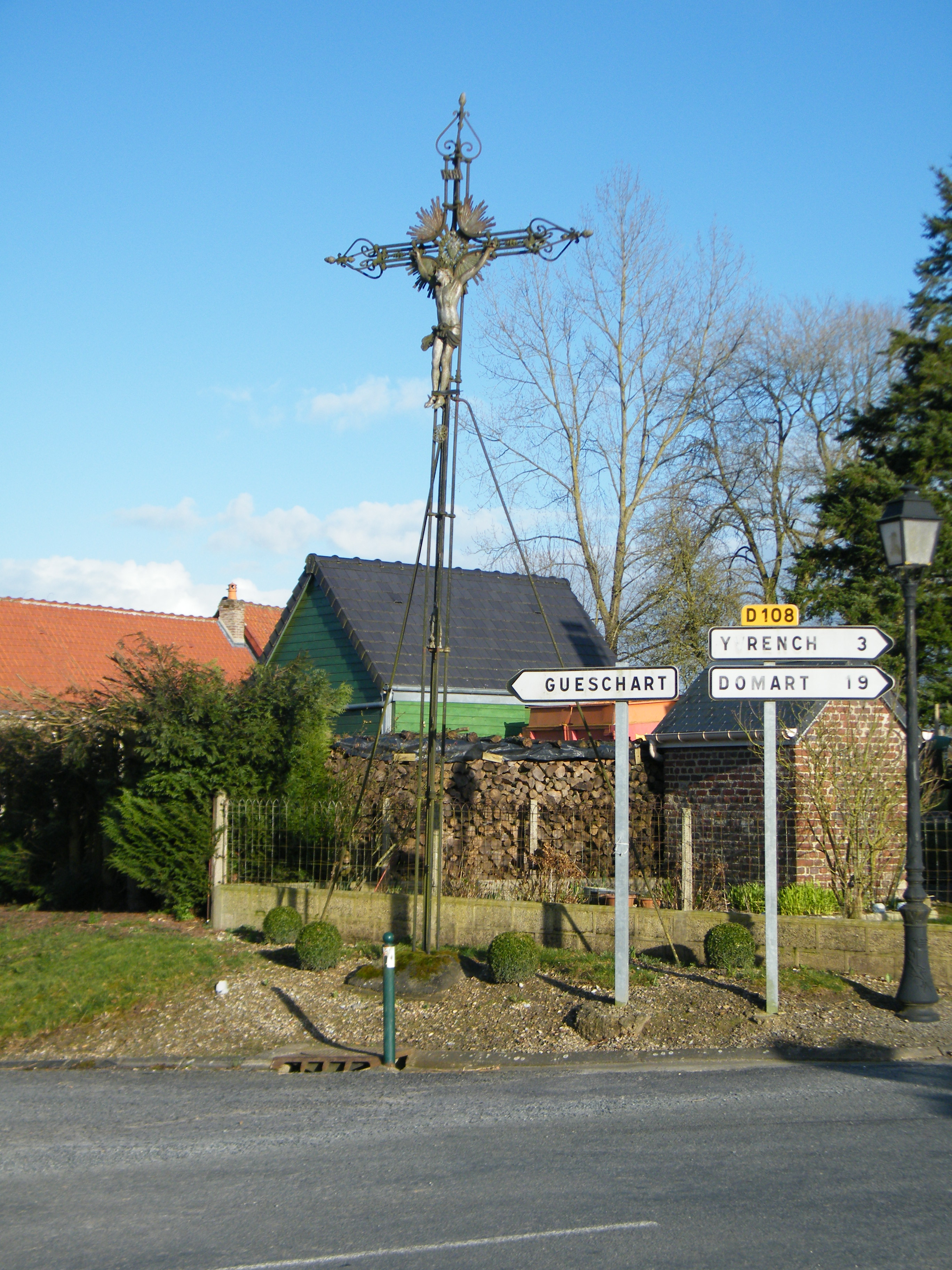
Calvaire à une intersection.
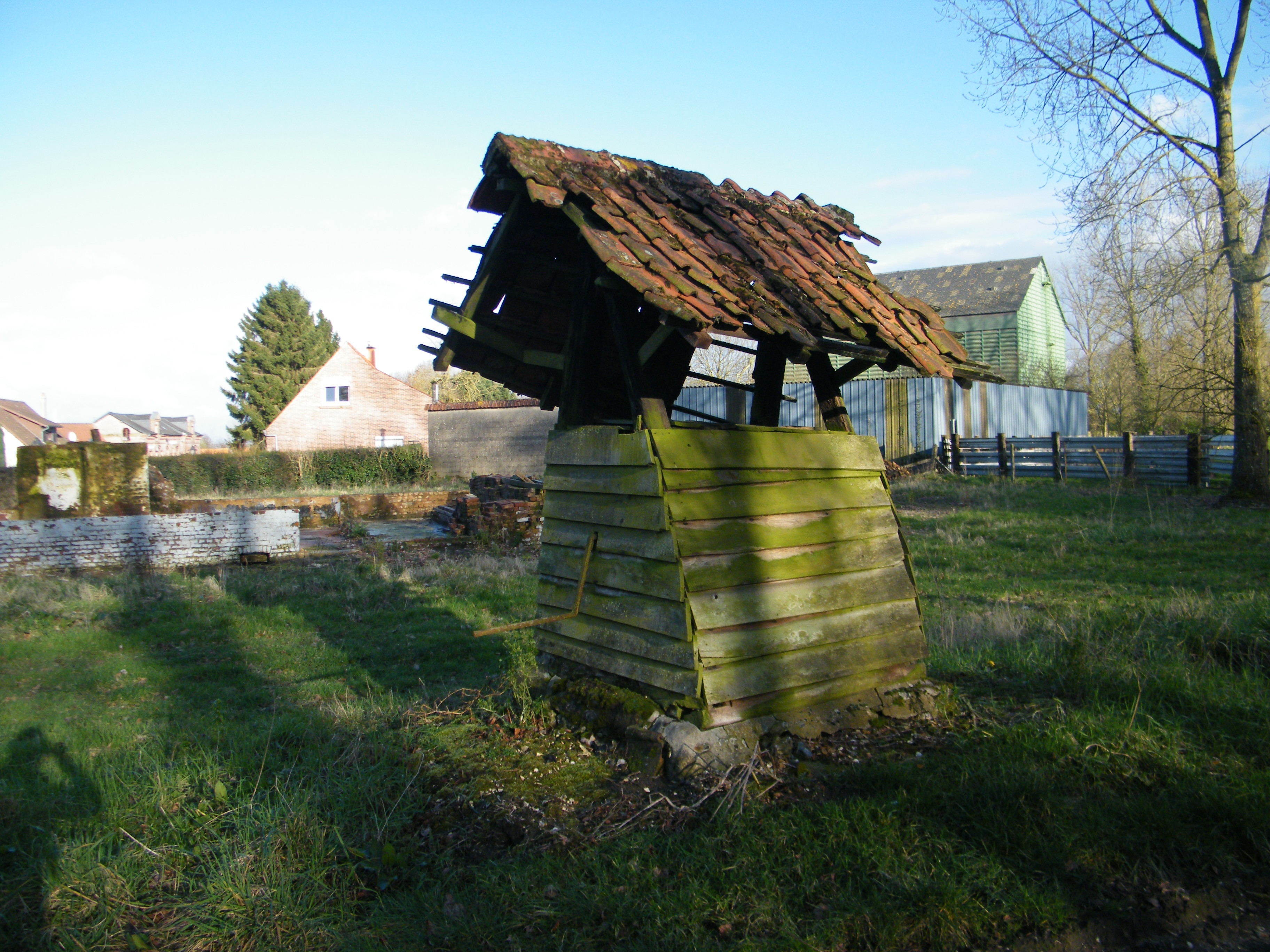
Vieux puits...
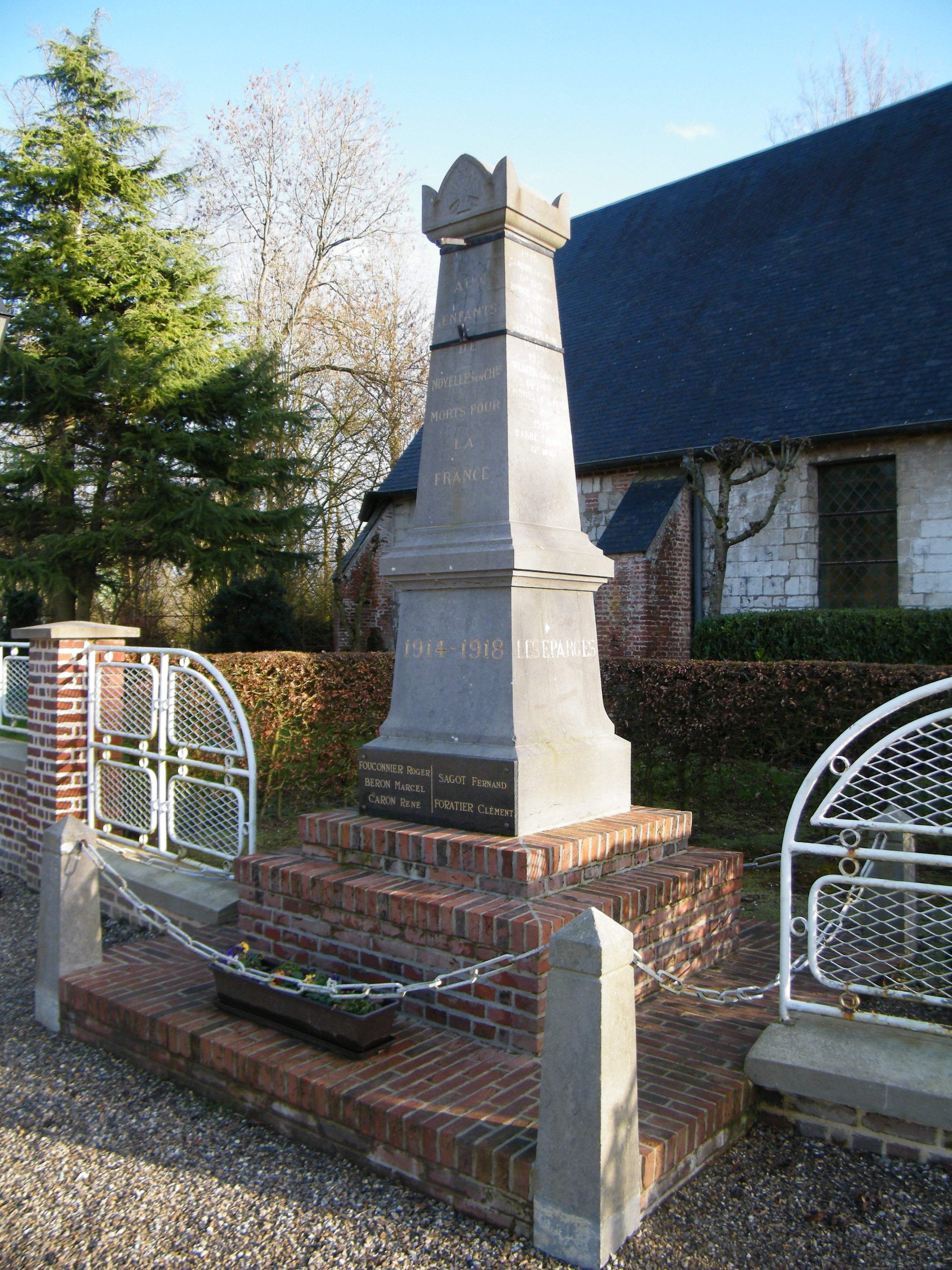
Le monument aux morts pour la patrie.
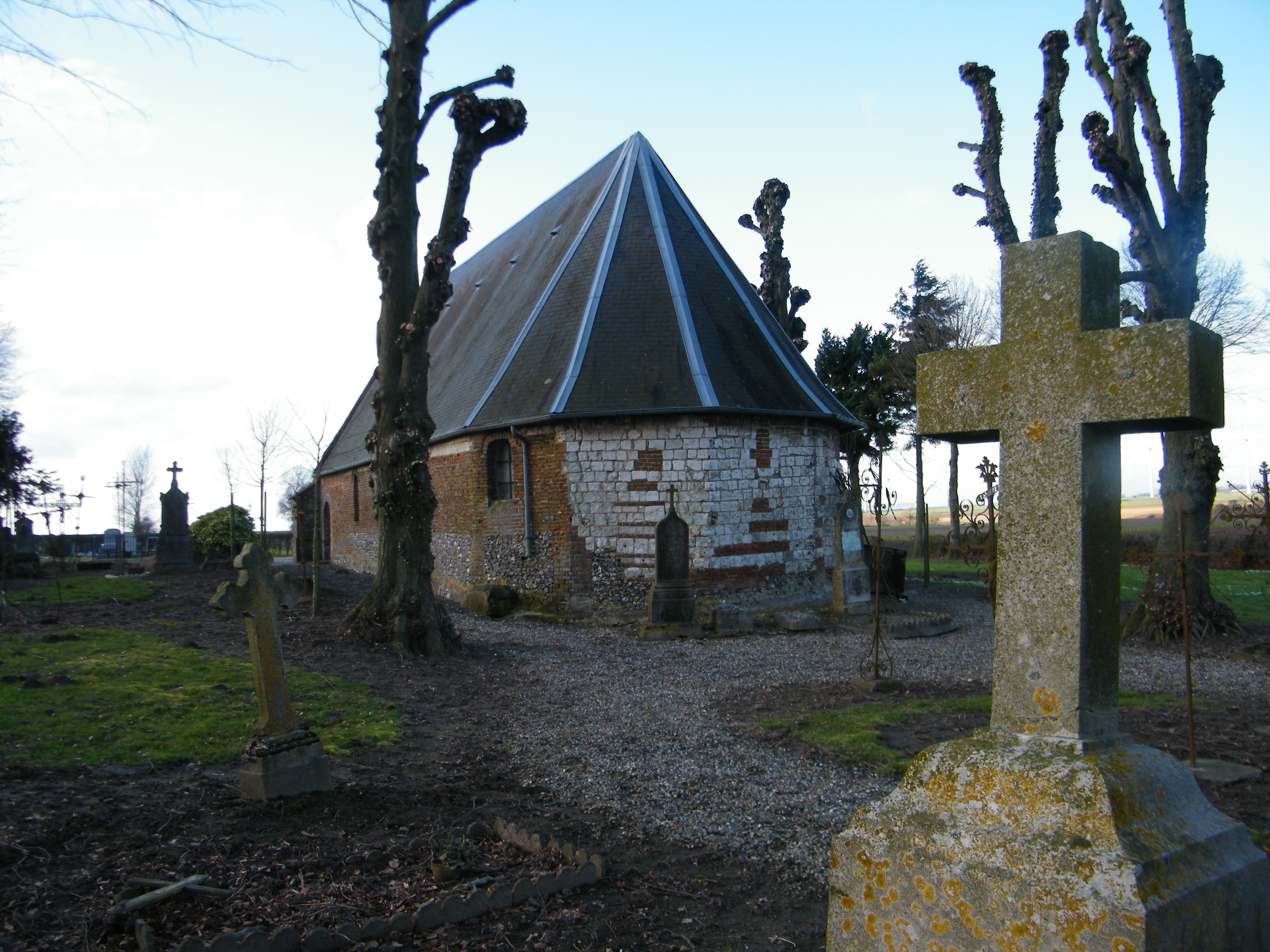
La chapelle des trois cents corps (ou de Trochencourt).

### Héraldique
| Blason de Noyelles-en-Chaussée | Blason  | D'azur à la pie au naturel accompagnée de trois fleurs de lis d'or ; au chef d'azur chargé de trois bandes d'or et à la bordure de gueules,. |
| Blason de Noyelles-en-Chaussée | Détails | La pie est une allusion à la famille Lagache (une « agache » est une pie en picard). Adopté par le conseil municipal le 22 février 2016.     |